# Sportensemble
Sportensemble (von frz.: ensemble [attributiv] = zusammen, miteinander, zugleich, insgesamt; als Substantiv = das Ganze, Gesamtheit, vgl.: Ensemble) ist eine inzwischen kaum noch geläufige Bezeichnung für Turn- und Sportvereine. Der Begriff war vor allem in der DDR für Vereine und Sportwerbegruppen im turnerischen und akrobatischen Bereich verbreitet.
Heute tragen nur noch wenige Sportvereine diesen Namen. Zu den wichtigsten Vertretern zählen:
- „Sportensemble Elsterwerda“[1] (im TSC/SE Elsterwerda e. V., gegr. 1953 als Sportwerbegruppe Elsterwerda)

Sportarten: Rhönrad, Akrobatik, Gymnastik, Turnen, Rope Skipping, Sprungreihen, Minitrampolin, Kunstrad
- „Sportensemble Chemnitz“[2] (im TSV Einheit Süd Chemnitz e. V., gegr. 1960 als Sport-Werbe-Gruppe Karl-Marx-Stadt)

Sportarten: Bodenturnen, Modern Dance, Akrobatik, Trapezakrobatik, Vertikaltuch, Tanz, Leiterakrobatik, Rope Skipping, Rollschuhartistik, Rhönrad, Gerätturnen, Minitrampolin, Kunstrad, Kontorsion, Einrad, Jonglage
- „Biehlaer Sportensemble 08/15“[3] (im SV Preußen Elsterwerda-Biehla e.V)

Sportarten: Volleyball
- „SportEnsemble Bad Salzungen“ e. V.[4]

Sportarten: Turnen, Gerätturnen, Gymnastik